# Kalanchoe pseudocampanulata
Kalanchoe pseudocampanulata ist eine Pflanzenart der Gattung Kalanchoe in der Familie der Dickblattgewächse (Crassulaceae).

## Beschreibung

### Vegetative Merkmale
Kalanchoe pseudocampanulata ist eine ausdauernde, vollständig kahle Pflanze, die Wuchshöhen von bis zu 1 Meter erreicht. Ihre aufrechten Triebe verzweigen sich von der Basis aus. Die etwas fleischigen Laubblätter sind entweder sitzend, länglich, an der Spitze etwas zugespitzt und an der Basis verschmälert sowie stängelumfassend. Oder die Laubblätter sind geigenförmig oder gestielt und verkehrt eiförmig, an den Rändern in den oberen vier Fünfteln winzig gesägt. 

### Generative Merkmale
Der lockere Blütenstand ist vielblütig und trägt zahlreiche Brutknospen. Die hängenden Blüten stehen an schlanken, 5 bis 20 Millimeter langen Blütenstielen. Der Kelch ist glockenförmig und die Kelchröhre etwa 2 Millimeter lang. Die dreieckigen Kelchzipfel weisen eine Länge von 6 bis 9 Millimeter auf und sind etwa 6 Millimeter breit. Die glockenförmige Blütenkrone ist hell- bis dunkelrot. Die Kronröhre ist etwa 9 Millimeter lang. Ihre eiförmigen, stumpfen bis zugespitzten, ausgebreiteten Kronzipfel weisen eine Länge von etwa 6 Millimeter auf. Die Staubblätter sind unterhalb der Mitte der Kronröhre angeheftet und ragen nicht aus der Blüte heraus. Die trapezförmigen, ausgerandeten Nektarschüppchen weisen eine Länge von etwa 1,5 Millimeter auf. Das Fruchtblatt weist eine Länge von etwa 5 Millimeter auf. Der Griffel ist etwa 6 Millimeter lang.

## Systematik und Verbreitung
Kalanchoe pseudocampanulata ist in Zentral- und Ost-Madagaskar in Wäldern in Höhen von 1200 bis 1500 Metern verbreitet.
Die Erstbeschreibung durch Octave Mannoni und Pierre L. Boiteau wurde 1947 veröffentlicht.

## Nachweise